# Pavlovsk (Saint-Pétersbourg)
Pour les articles homonymes, voir Pavlovsk.
Pavlovsk (en russe : Па́вловск) est une ville du district de Pouchkine, dans la ville fédérale de Saint-Pétersbourg, en Russie. Elle est connue pour son palais de Pavlovsk. Sa population s'élevait à 16 087 habitants en 2010.

## Population
Recensements (*) ou estimations de la population  :
| 1780 | 1794 | 1897* | 1935   | 1959*  |
| ---- | ---- | ----- | ------ | ------ |
| 54   | 300  | 5 113 | 23 000 | 16 605 |

| 1970*  | 1979*  | 1989*  | 2002*  | 2010*  |
| ------ | ------ | ------ | ------ | ------ |
| 20 969 | 25 186 | 25 536 | 14 960 | 16 087 |

## Culte
- Cathédrale Saint-Nicolas de Pavlovsk
- Église Sainte-Marie-Madeleine de Pavlovsk, construite par Giacomo Quarenghi (1781-1784)